# Pseudacris feriarum
Pseudacris feriarum es una especie de anfibio anuro distribuido por los Estados Unidos, (desde Nueva Jersey y Florida hasta Texas y Oklahoma ). 